# Hermose Andrieu
Pour les articles homonymes, voir Andrieu.
Georges Pierre Andrieu, né à Thiers (Puy-de-Dôme) le 29 juin 1804 et mort dans la même ville le 26 décembre 1875, est un juriste, magistrat et historien français, connu sous son prénom d'usage Hermose Andrieu.

## Biographie

### Famille
Georges Pierre Andrieu naît à Thiers (Puy-de-Dôme) le 10 messidor an XII (29 juin 1804) du mariage de Pierre Andrieu (1762-1849), fabricant au sein des papeteries de Thiers, maire de Thiers en 1791, président du tribunal civil de Thiers, et de Clauda-Marie Cognord (1772-1830). 
Il est issu de l'une des familles les plus anciennes de la Basse-Auvergne, originellement fixée à Maringues (Puy-de-Dôme) dans la plaine de la Limagne, connue pour ses nombreux juristes et blasonnant de « gueules au sautoir d’argent » » (armorial de 1697),. En langage héraldique, le sautoir représente une croix de saint André. 

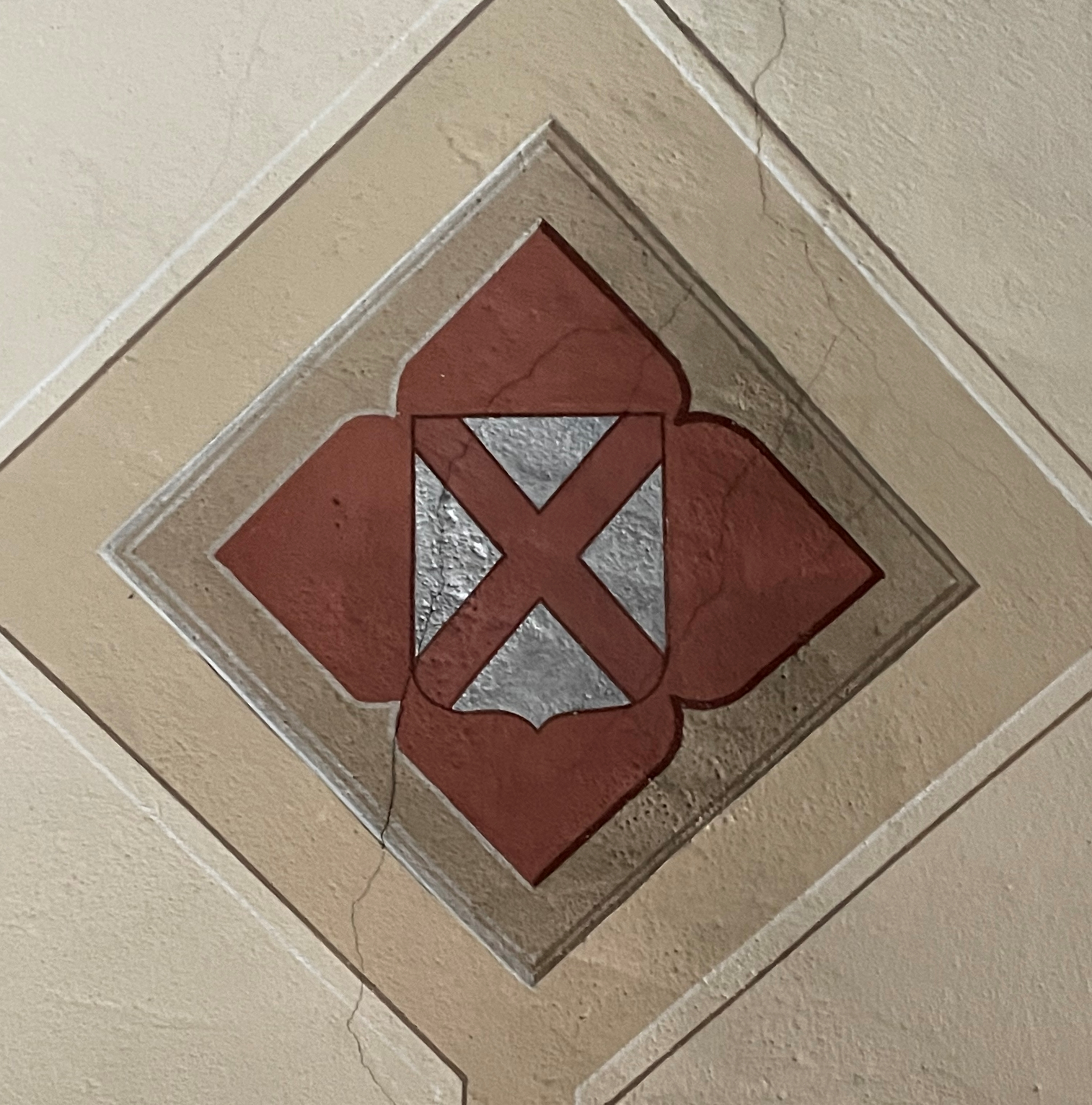
Blason Andrieu (Auvergne, 1697)

Dans la première moitié du XVIIIe siècle, la famille Andrieu se divise en deux branches principales : celle de Jean Andrieu (1680-1752) appelée la branche des Papetiers qui fera souche à Thiers ; et celle de Pierre Andrieu (1686-1741), notaire royal, qui reste à Maringues et est appelée la branche des Parlementaires en raison du député du Tiers état en 1789 César-Pierre Andrieu et du député du Puy-de-Dôme en 1863, Maurice Andrieu.
Georges Pierre Andrieu est issu de la branche des papetiers. Bien que diversifiée dans l’activité industrielle de fabrication du papier, la branche thiernoise des Andrieu reste fidèle à la formation juridique de ses membres. Son beau-frère Jean-Baptiste Darrot-Andrieu (1797-1870), est maire de Thiers, conseiller général, député du Puy-de-Dôme de 1847 à 1848, siégeant dans la majorité soutenant les ministères de la Monarchie de Juillet,
Le 7 mars 1836 à Thiers, il épouse Anne Dufour (1817-1884),. De ce mariage, naît une fille, Marguerite Andrieu (1839-1926) qui épouse le 26 novembre 1860 à Thiers, Camille Dumas (1831-1909), frère de l’homme politique Arthur Dumas.

### Carrière professionnelle
Hermose Andrieu est avocat à Thiers de 1829 à 1845, juge d'instruction en 1845, président du tribunal d'Ambert en 1862, conseiller près la cour d'appel de Riom en 1867,.
Il est secrétaire de la chambre d'agriculture du Puy-de-Dôme de 1854, à 1856,. Dans le cadre de ses fonctions, il est l’un des fondateurs du comice agricole de cette ville,, de 1845 à 1862, il assure les comptes rendus des travaux du comice. Lors du concours départemental ouvert à Riom (Puy-de-Dôme) en 1874, il est nommé président de la commission d’industrie et l’un des rapporteurs du concours.
En 1855, il est l'un des onze membres du « Comité du Puy-de-Dôme à l’Exposition universelle de 1855 » créé par le préfet M. de Preissac,

### Mort
Déjà affaibli lors de sa remise des insignes de la Légion d'honneur en octobre 1875, il meurt rapidement deux mois plus tard à Thiers le 26 décembre 1875,. On peut lire dans le journal local de Riom : « admiré et reconnu de tous, il laisse un grand vide derrière lui »,, il est inhumé au cimetière Saint-Jean de Thiers dans le caveau familial des Andrieu de Thiers.

## Œuvres

### Photographie du plan de Thiers

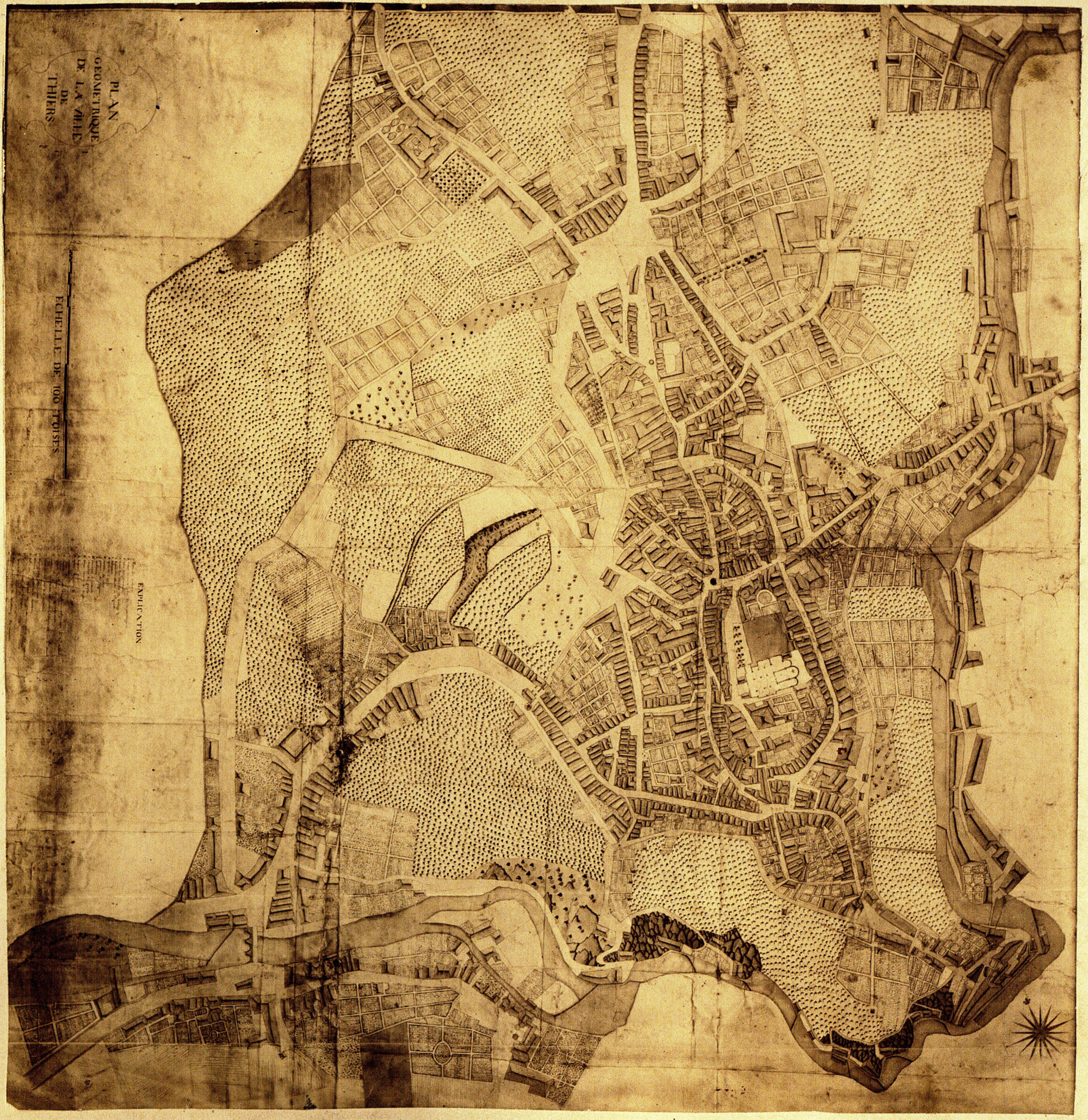
Plan de Thiers au XVIIIe siècle.

Érudit passionné, chercheur, documentaliste et historiographe sans relâche de sa ville, Hermose Andrieu photographie vers 1866 un plan ancien de Thiers, au XVIIIe siècle et conserve ainsi un plan qui aurait été levé en 1750, puis qui aurait disparu par la suite en 1871 dans l’incendie de l’hôtel de ville de Paris, où un autre thiernois, Gustave Saint-Joanis, alors archiviste de la Seine l’avait conservé. C’est grâce à cette photographie que nous avons aujourd’hui accès à une reproduction du plan. Ce document est un témoignage précieux de l’aspect de la ville de Thiers au milieu du XVIIIe siècle, en particulier grâce à la précision de son dessin.

### OuvrageHistoire de la ville et de la baronnie de Thiers
Hermose Andrieu est l’auteur de l'ouvrage Histoire de la ville et de la baronnie de Thiers que sa famille confie à Ambroise Tardieu, historiographe de l'Auvergne, pour une publication posthume, publiée en 150 exemplaires en 1878.

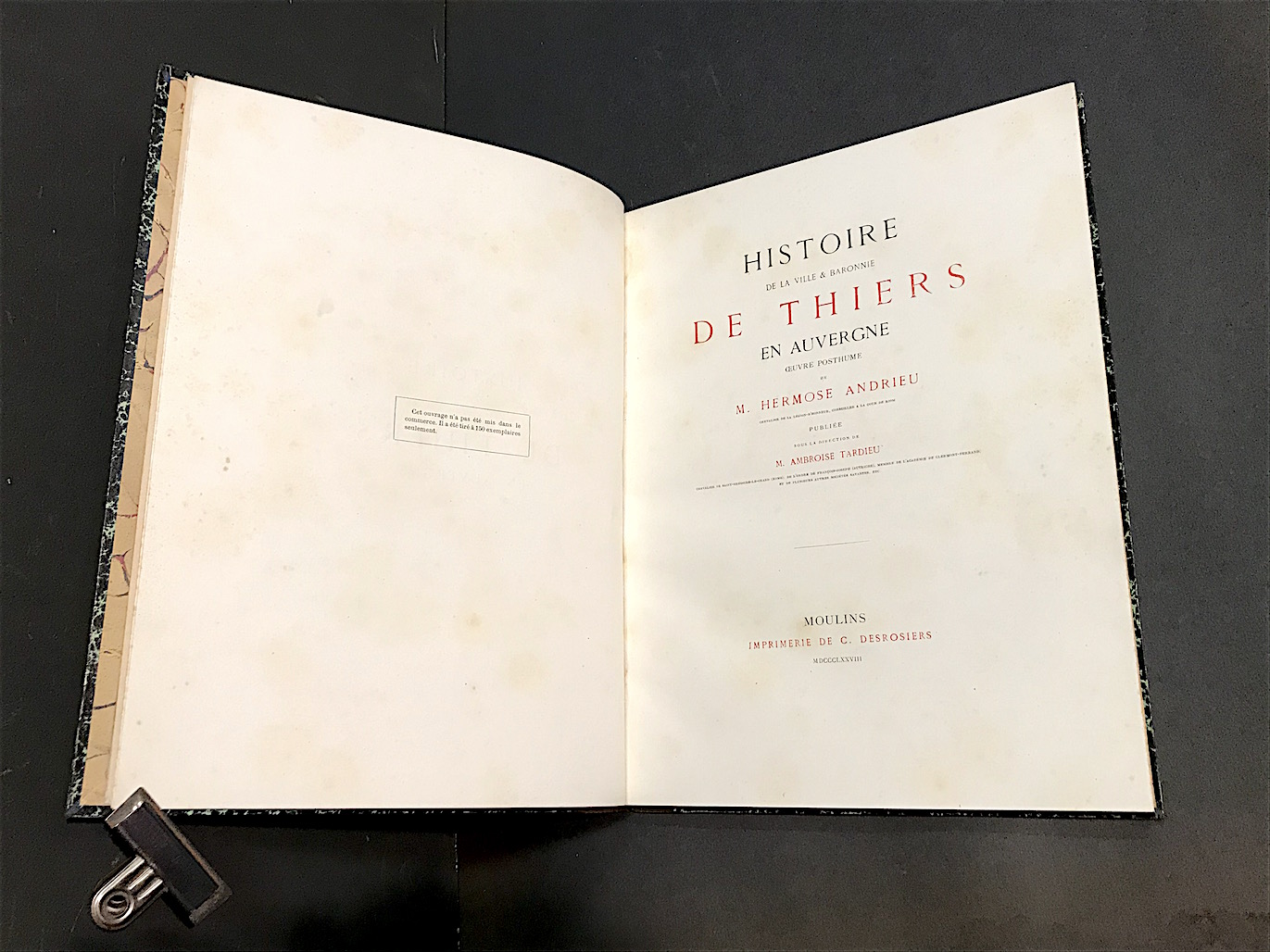
Histoire de la ville & baronnie de Thiers en Auvergne. Œuvre posthume, publiée en 1878 par M. Ambroise Tardieu.

Edition en petit in-folio, relié demi-basane verte, dos lisse, filets et fleurons à froid. (Compagnon, à Moulins). Édition originale fort rare publié trois ans après la disparition d’Hermose Andrieu : elle n'a été tirée qu'à 150 exemplaires hors commerce sur un beau papier vergé, avec une élégante typographie, des lettrines et des ornements néo-gothiques gravés sur bois par l'imprimeur moulinois Charles Desrosiers, successeur de son père Pierre Antoine. L'un des bois est d'ailleurs dû à Achille Allier. L'ouvrage débute par une biographie d'Andrieu par Tardieu, imprimée en italique, suivie de cinq gravures hors-texte : portraits du bandit Mandrin (le célèbre chef de bande a pris la ville de Thiers en 1754), de saint Étienne de Grandmont et de l'auteur gravés par G. Mercier et tirés en bistre ; vue de Thiers d'après un manuscrit ancien, et les armes de la ville, gravées à pleine page et tirées en rouge et argent.  L'ouvrage contient plusieurs chapitres : Histoire ancienne ; époque féodale ; topographie ; histoire ecclésiastique ; routes, chemins de fer ; industrie ; usages anciens ; personnages célèbres ; etc. Liste des consuls in-fine. En janvier 2001, cet ouvrage fait l’objet d’une nouvelle parution aux éditions de Beauvoir  (ISBN 978-2-91435-600-8).

## Distinctions
Georges Pierre Andrieu est nommé chevalier dans l'ordre de la Légion d'honneur par décret du 9 octobre 1875,. La décoration lui est remise le 3 novembre 1875 à Riom par le premier président de la cour d’appel. Une notice est publiée à ce sujet dans le Riom-Journal précisant notamment « aux chaleureuses félicitations qui l'entouraient, Mr le Conseiller Andrieu portait déjà en son sein le germe du mal auquel il devait bientôt succomber ».

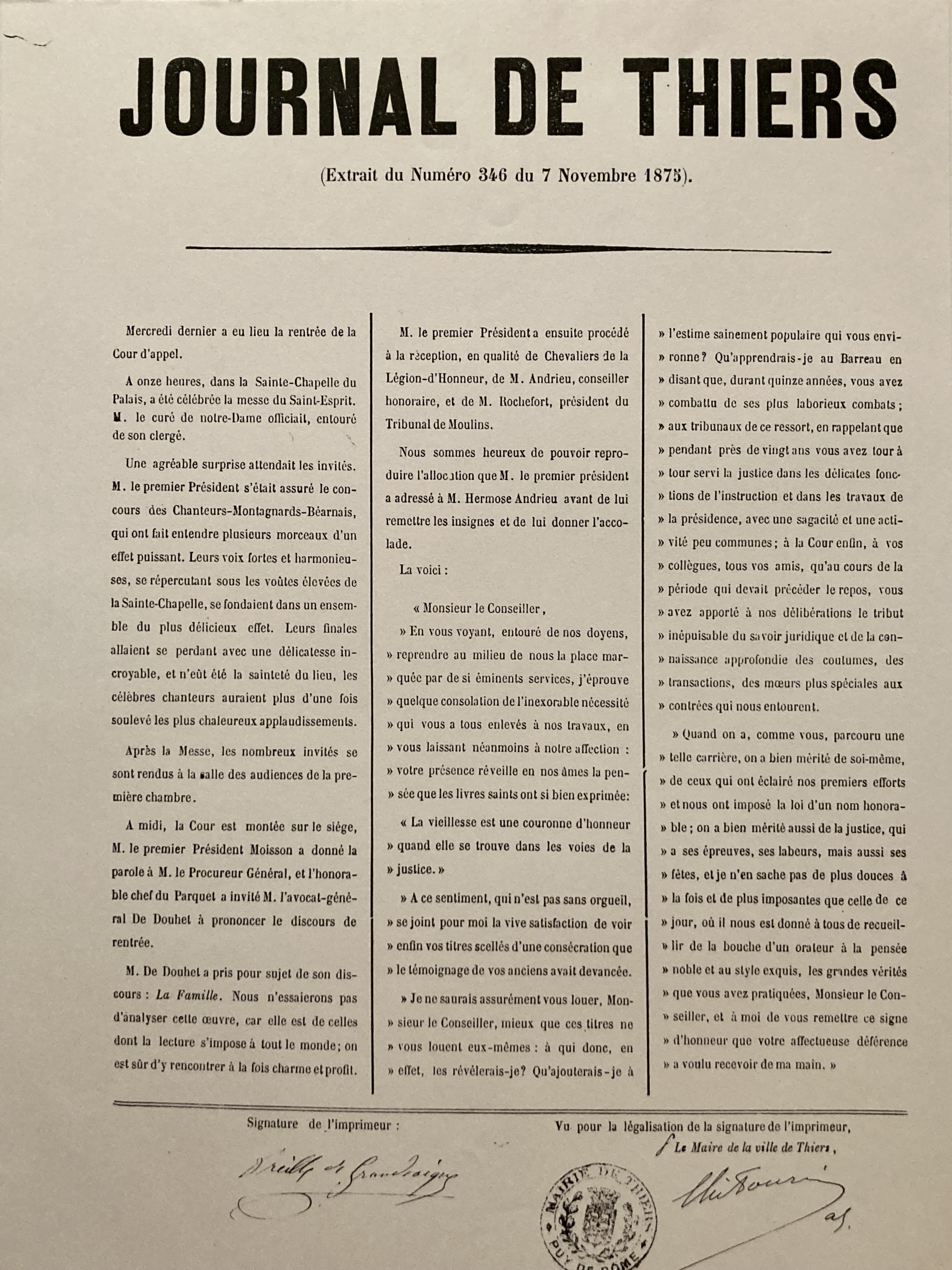
Affiche reprenant le discours d'Hermose Andrieu, journal de Thiers, 1875.

Le Journal de Thiers dans son numéro 346 en date du 7 novembre 1875 fait un compte rendu de la cérémonie de décoration d’Hermose Andrieu, compte rendu qui fait l’objet d’une impression affichée dans toute la ville sur instruction du maire de Thiers.